# Archivo Negro
Archivo Negro, fue una serie argentina que se transmitió por Canal 13 en 1997.
Protagonizado por Rodolfo Ranni, Julio Chávez y Daniel Fanego, con las actuaciones antagónicas de Catherine Fulop, Sandra Ballesteros, Alfonso De Grazia, Victoria Onetto y Marcelo Alfaro.

## Guion
La serie fue escrita por Jorge Maestro y Sergio Vainman, también autor de otros guiones como Nosotros y los miedos (1982), Dar el alma (1984), Yolanda Luján (1984), Gente como la gente (1985), Clave de sol (1987), La banda del Golden Rocket (1991), Zona de riesgo (1992), Gerente de familia (1993), Montaña Rusa (1994), Los machos (1994), Amigovios (1995), Hola papi (1995), Montaña rusa, otra vuelta (1996), Como pan caliente (1996), Sueltos (1996), Hombre de mar (1997) y entre otras. Fue dirigida por Fernando Bassi. La música es de Osvaldo Montes.

## Sinopsis
Cuenta la historia de las experiencias del inspector Ferrari, un detective especializado en casos criminales. En la primera entrega se relata el violento homicidio de una pareja mayor y los esfuerzos de Ferrari por desentrañar la identidad del auténtico perpetrador. En la segunda temporada, Ferrari se embarca en la búsqueda de un asesino en serie que dirige sus ataques hacia individuos relacionados con la industria televisiva.

## Elenco
- Rodolfo Ranni - Inspector Ferrari
- Julio Chávez - Mateo Durán
- Daniel Fanego - Horacio Casariego
- Catherine Fulop - Rebeca Núñez
- Sandra Ballesteros - Ariadna
- Alfonso De Grazia  - Manuel Prado
- Victoria Onetto - Mariana
- Marcelo Alfaro  - Fiscal
- Favio Posca
- Elsa Berenguer
- Danilo Devizia
- Ricardo Merkin
- Pía Uribelarrea - Lucrecia Casariego
- Marcos Woinsky
- María Elina Rúas
- Jorge Prado
- Carlos Bermejo
- Patricia Kraly
- Roly Serrano
- Julieta Díaz
- Erica Rivas - Cristina
- David Masajnik
- Jorge García Marino
- Claudio Gallardou
- Gigí Ruá
- Celina Font
- Boy Olmi
- Claudio Rissi  - Fausto
- Leonor Miniño
- Arturo Goetz
- Gianni Lunadei
- Onofre Lovero
- Carlos Echevarría
- Irene Almus - María Pía Reyes
- Pablo Brichta
- Angélica López Gamio
- Gabo Correa
- Jorge Román
- Ana Acosta - María del Carmen Vallejos
- Harry Havilio
- Márgara Alonso
- Divino Vivas
- Ricardo Díaz Mourelle
- Osvaldo Peluffo
- Marcelo Bucossi
- Francisco Cocuzza
- Isaac Fajn
- Pedro Segni
- Betina Carbajales
- Gregory Dayton - Centurión
- Roberto Rey - Forense
- Rubén Panunzio

## Equipo técnico
- Guion: Jorge Maestro, Sergio Vainman y Gastón Pessacq
- Producción: Héctor Olivera
- Dirección: Fernando Bassi
- Tema: Archivo Negro
- Intérprete: Osvaldo Montes